# Chiesa di San Francesco di Paola (Reggio Calabria)
La chiesa di San Francesco di Paola è un edificio di culto situato nel rione di Catona della città di Reggio Calabria.

## Storia
La storia della chiesa è intimamente legata a quella del Convento dei Minimi. La prima chiesa fu costruita nel quartiere di Catona, a quel tempo comune autonomo, nel 1629. L'edificio fu danneggiato gravemente dal catastrofico sisma del 1783 e riedificato nel 1790. Dopo la soppressione del 1809 degli ordini religiosi, i Minimi furono costretti ad abbandonare il convento. Con l'approvazione nel 1849 della fondazione di una Congrega nella chiesa conventuale, l'edificio fu ricostruito nell'attuale sito nel 1875. Distrutta dal terremoto del 1908 e sostituita per circa un ventennio da una baracca, i lavori di ricostruzione dell'attuale chiesa iniziarono nel 1928.

## Architettura
La chiesa, a tre navate, non è priva di una certa monumentalità. L'edificio è di stile romanico e possiede una facciata lineare, preceduta da una loggetta pensile e da scale. Sopra il portale principale spiccano un mosaico raffigurante il Santo e un grande rosone. La torre campanaria presenta bifore e tetto piramidale.
Tra le opere artistiche contenute all'interno della chiesa è da menzionare un quadro del pittore contemporaneo calabrese Giuseppe Mainieri.